# Biskopsholmen, Korsholm
Biskopsholmen är en ö i Finland. Den ligger i sjön Karperöfjärden och i kommunen Korsholm i den ekonomiska regionen  Vasa  och landskapet Österbotten, i den västra delen av landet, 400 km nordväst om huvudstaden Helsingfors. Öns area är 0,9 hektar och dess största längd är 170 meter i nord-sydlig riktning.

## Etymologi
Namnet kommer med största sannolikhet från att en Biskop har besökt fiskelägena och uppbära gengärd samt predika och man vill bevara minnet av detta besök . Finns flera andra öar i regionen med samma prefix som Biskopsholmen i Sundom samt Biskopsholm invid Jakobstads hamn 